# Hendrik Rietschoof
Hendrik Rietschoof (Hoorn, gedoopt 2 augustus 1678 - Koog aan de Zaan of Wormerveer, mei 1746) was een Noord-Nederlandse kunstschilder en tekenaar.

## Leven en werk
Rietschoof werd in 1678 in Hoorn geboren als zoon van de kunstschilder Jan Claesz. Rietschoof en Marrytge Hendriks. Hij werd als schilder opgeleid door zijn vader en Ludolf Backhuysen. Net als zijn vader ging hij zich toeleggen op het schilderen van zeegezichten. Hij trouwde op 10 mei 1705 met Maritie Compostel, dochter van de Hoornse houtkoper Hendrick Claesz Compostel. Zij vestigden zich daarna in Wormerveer, waar Hendrik in januari van dat jaar een woning had gekocht.
In zijn beschrijving van Hoorn beschrijft C.A. Abbing hem als 'volgt op 't spoor van zijnen vader, en is niet minder dan deze in vloeijendheid van schilderen'. Hij voegt daaraan toe dat Rietschoofs werk 'zoo uit hoofde van uitvoerigheid als van penseelbehandeling, nog boven die van zijn vader [worden] geschat'.
Werken van Rietschoof bevinden zich in de collecties van het Rijksmuseum Amsterdam, van het Museum der bildenden Künste te Leipzig, van de Royal Museums Greenwich en van het British Museum te Londen.

## Literatuur

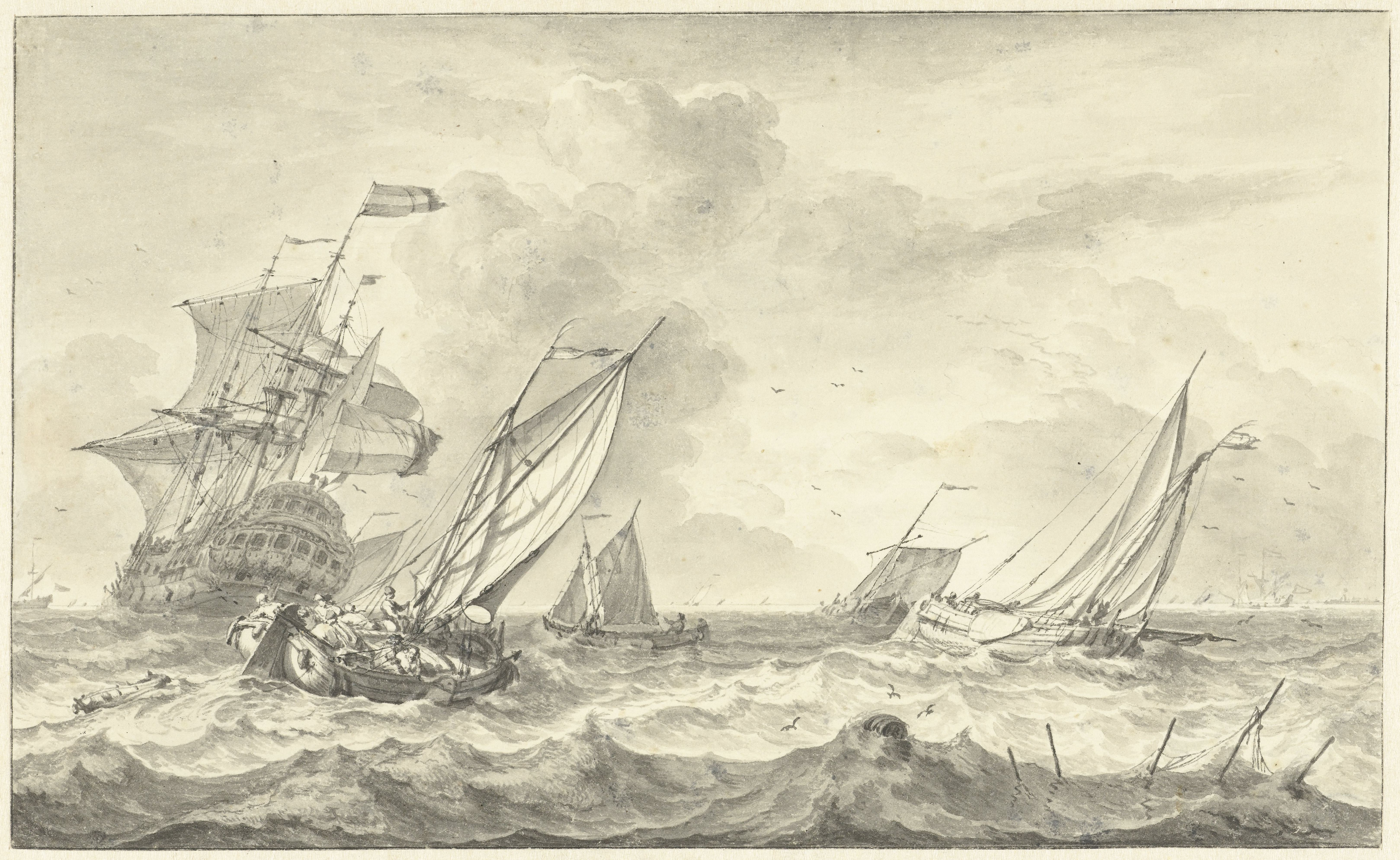
Zeegezicht
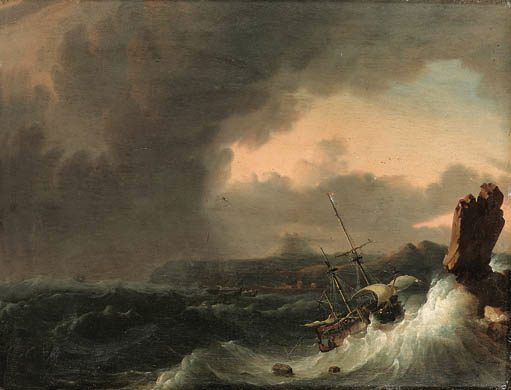
Schip in de storm